# Station Pontivy
Station Pontivy is een spoorwegstation in de Franse gemeente Pontivy. Het reguliere reizigersvervoer werd stopgezet in 1987.